# Megapodius molistructor
De Megapodius molistructor is een uitgestorven vogelsoort uit het geslacht van de grootpoothoenders. De fossielen van dit dier werden voor het eerst door Jean-Christophe Balouet en Storrs L. Olson in de Pindaigrotten op Nieuw-Caledonië gevonden. Later zijn ook fossielen op verschillende Tongaanse eilanden gevonden.

## Beschrijving
Een levend individu van deze soort is nooit wetenschappelijk beschreven, dus alle uiterlijke beschrijvingen zijn gedaan op basis van gevonden botresten. De snavelvorm van deze soort is onbekend.
De naam van deze soort is gebaseerd op de eigenschap die alle nog levende dieren van het geslacht Megapodius vertonen, namelijk het bouwen van nesthopen. Moles betekent namelijk hoop en structor betekent bouwer.  Deze nesthopen zorgen voor warmte, waardoor de oudervogels niet zelf op de eieren hoeven te broeden. Deze warmte wordt opgewekt door ontbindend plantmateriaal.

## Uitsterven
De exacte reden voor het uitsterven van deze soort is niet bekend, maar door de kleinere hoeveelheid gevonden botten in vergelijking met uitgestorven soorten uit hetzelfde geslacht, wordt er vanuit gegaan dat er al een kleinere populatie bestond. Dit zou ervoor gezorgd hebben dat de soort een zwakkere positie zou hebben gehad toen de originele Tonganen op de eilanden aankwamen. De grondvogel zou een relatief makkelijke prooi geweest zijn voor deze nieuwe bewoners, en dat zou sterk bijgedragen hebben aan het uitsterven van M. molistructor. Daarnaast waren de eieren van M. molistructor een makkelijk doelwit, gezien deze vogel een grondbroeder was.

## Verspreiding
Botresten van deze soort zijn gevonden op zowel Nieuw-Caledonië als de Tongaanse eilanden Ha`ano, Foa en Lifuka. 
Er is gespeculeerd dat deze soort tijdens de prehistorie ook op Fiji, Vanuatu en Samoa heeft geleeft, maar hier is nog geen bewijs van gevonden.